# Listopad 2009
1. listopadu
- Ukrajinský prezident Viktor Juščenko na základě rozhodnutí Bezpečnostní rady státu požádal NATO a okolní země o pomoc v boji s epidemií chřipky, která zuří především v západní části Ukrajiny. Podle ukrajinských úřadů zabily chřipka a dýchací obtíže na Ukrajině již 60 lidí.[1]

2. listopadu
- Volební komise vyhlásila vítězem prezidentských voleb v Afghánistánu dosavadního prezidenta Hamída Karzáího, který podle jejího prohlášení zvítězil v prvním kole. Druhé kolo bylo zrušeno, protože kromě Karzáího nikdo jiný nekandidoval.[2]
- Z ruského kosmodromu Pleseck odstartovala ruská raketa Rokot, která vynesla do vesmíru družice Evropské kosmické agentury SMOS, která bude mapovat cirkulaci vody na Zemi, a Proba-2, která bude ověřovat nové technologie a na jejíž palubě jsou i dva české vědecké přístroje ke zkoumání plazmatu.[3]

3. listopadu
- Český prezident Václav Klaus podepsal Lisabonskou smlouvu.[4]
- Ústavní soud České republiky rozhodl, že Lisabonská smlouva je v souladu s českým ústavním pořádkem a její ratifikaci lze dokončit.[5]

5. listopadu
- Na vojenské základně Fort Hood v Texasu zastřelil major Nídal Malik Hasan 13 osob a dalších 30 zranil.[6]

6. listopadu
- Ve věku 87 let zemřel Otomar Krejča, český divadelní režisér, herec a zakladatel slavného Divadla za branou.[7]

9. listopadu
- V Berlíně se konaly velkolepé oslavy k 20. výročí pádu berlínské zdi. Na oslavy přijela řada evropských státníků. Václav Havel se oslav nezúčastnil.[8]

10. listopadu
- Na sporné námořní hranici mezi Severní a Jižní Koreou u západního pobřeží Korejského poloostrova došlo kolem 10:30 místního času k přestřelce mezi válečnými plavidly obou zemí. Jižní Korea si nárokovala těžké poškození na severokorejském plavidle bez vlastních ztrát.[9][10][11][12]

11. listopadu
- Vláda potvrdila nominaci Štefana Füleho na evropského komisaře poté, co ji projednal bez přijetí stanoviska sněmovní výbor pro Evropu. Füle, stávající ministr pro evropské záležitosti, v Bruselu vystřídá Vladimíra Špidlu.[13]

15. listopadu
- V Kosovu proběhly komunální volby, jednalo se o vůbec první volby od vyhlášení nezávislosti. Volební účast dosáhla podle odhadů 45 %, přičemž volit přišli především kosovští Albánci, účast mezi Srby byla slabá. Srbský ministr zahraničí Vuk Jeremić prohlásil, že „Srbsko volby organizované v takzvané republice Kosovo neuznává“. Podle předběžných výsledků zvítězila vládní Demokratická strana Kosova, ve většině obvodů se ale bude konat druhé kolo.[14]

17. listopadu
- V České republice proběhly oslavy událostí 17. listopadu 1989 a následné sametové revoluce. V dopoledních hodinách přišel položit květiny na Národní třídu prezident republiky Václav Klaus, setkal se přitom se svými příznivci, ale i odpůrci, kteří pískali a vykřikovali hesla. Zhruba 4500 lidí se vydalo odpoledne na pochod z pražského Albertova, který přesně kopíroval trasu studentského pochodu z roku 1989. V Praze demonstrovali i stoupenci krajní pravice, kteří vyprovokovali potyčky s policií.[15][16][17]
- V nejméně 35 německých městech byly organizovány demonstrace tisíců studentů za kvalitnější studium, které následovaly po obsazování univerzit, které probíhalo týden předtím. Demonstranti kritizovali mimo jiné sociální nerovnosti v přístupu ke vzdělání. Z podobných důvodů vyšli studenti do ulic také v Rakousku, Francii a v Itálii, kde počet demonstrantů dosáhl 150 tisíc.[18]
- Americký prezident Barack Obama po jednání se svým čínským protějškem v Pekingu sdělil, že americko-čínské vztahy nelze zužovat na jediné téma a že má zájem o těsný dialog s Čínou bez ohledu na vzájemné spory. Shoda panovala v otázkách Severní Koreje a životního prostředí. K otázce Íránu sdělil čínský prezident Chu Ťin-tchao, že problém je třeba řešit diplomatickými prostředky.[19]

18. listopadu
- Ve Stockholmu proběhl summit Evropská unie-Rusko. Ruský prezident Dmitrij Medvěděv se shodl se švédským premiérem Fredrikem Reinfeldtem, předsedou Evropské komise Josém Barrosem a vysokým představitelem EU pro zahraniční politiku Javierem Solanou na snížení škodlivých emisí o 20 % do roku 2020 oproti stavu z roku 1990.[20]
- Po odehrání čtyř odvetných utkání v evropské baráži skončila kvalifikace na mistrovství světa ve fotbale 2010 v Jižní Africe. Mediální zájem vzbudilo především utkání mezi Francií a Irskem (1:1). Vyrovnávající gól, který byl zároveň rozhodujícím, vstřelil v prodloužení francouzský hráč Gallas po přihrávce útočníka Henryho, který míč zpracoval úmyslně rukou, jak sám po zápase přiznal. Henry se stal následně na internetu terčem výhrůžek. Irové odmítli výsledek zápasu přijmout a podali požadavek na opakování duelu. Za neregulérní branku se irskému premiérovi Brianu Cowenovi dokonce omluvil francouzský prezident Nicolas Sarkozy. Irský ministr spravedlnosti Dermot Ahern prohlásil, že "pokud výsledek zůstane, podpoří to názor, že když budete podvádět, tak vyhrajete". FIFA však žádost zamítla a na mistrovství se s konečnou platností kvalifikovala Francie.[21][22][23]

19. listopadu
- Bruselský summit EU rozhodl, že historicky prvním prezidentem Evropské unie (oficiálně stálým předsedou Evropské rady) bude belgický premiér Herman Van Rompuy a první ministryní zahraničí EU (oficiálně vysokou představitelkou pro zahraniční a bezpečnostní politiku EU) pak britská eurokomisařka Catherine Margaret Ashtonová. Tyto funkce nově zavádí Lisabonská smlouva.[24]

20. listopadu
- Prezident Václav Klaus se v Limě setkal se svým peruánským protějškem Alanem Garcíou Pérezem. Šlo o první návštěvu českého prezidenta v Peru od navázaní diplomatických styků mezi oběma zeměmi v roce 1922. Po jednání prezidenti podepsali dohody, mezi nimiž je Program spolupráce v oblasti kultury, vzdělávání, vědy a sportu a také Memorandum o společném postupu při potírání nelegálního obchodu s drogami.[25]
- V Káhiře proběhly nepokoje způsobené porážkou egyptského národního výběru s Alžírskem v zápase o postup na mistrovství světa ve fotbale 2010. V okolí alžírské ambasády, která byla od noci v obležení fanoušků, bylo zničeno 15 aut a škodu hlásilo i množství obchodů. Dav rozháněla policie, zraněno bylo 35 lidí, z toho 11 policistů.[26]
- Chorvatský parlament ratifikoval dohodu se Slovinskem, která řeší dlouholetý hraniční spor mezi oběma zeměmi (Piranský záliv) a odbourává komplikace v přístupových jednáních Chorvatska s Evropskou unií. Slovinský parlament rozhodl o uspořádání referenda.[27]

21. listopadu
- Zemřel český právník Vojtěch Cepl, který byl jedním z autorů současné Ústavy České republiky.[28]

27. listopadu
- José Barroso představil složení nové Evropské komise. Český zástupce Štefan Füle se stane komisařem pro rozšiřování Unie, pod jehož působnost nově spadají také vztahy s ostatními okolními státy.[29]
- Zástupci Ruska, Kazachstánu a Běloruska podepsali dohodu o společné celní unii, která vstoupí v platnost 1. července 2010.[30]
- Při teroristickém útoku na Něvskij express, rychlík mezi Moskvou a Petrohradem, zahynulo nejméně 25 osob, dalších 26 se pohřešuje. Útok byl spáchán výbušninou nastraženou na kolejích, nikdo se k němu nepřihlásil.[31][32]

29. listopadu
- Švýcaři v referendu podpořili zákaz stavby nových minaretů.[33]
- Ve slovenských krajských volbách zvítězila v 7 krajích koalice Smeru a HZDS, v Bratislavském kraji uspěla pravicová koalice.[34]
- Rwanda se stala 54. členem Commonwealthu. Jde o druhý stát sdružení, který neměl v historii vazby na Spojené království.[35]

30. listopadu
- Prezident Václav Klaus jmenoval do vlády Jana Fischera tři nové ministry. Ministrem životního prostředí se stal Jan Dusík, ministrem pro evropské záležitost se stal Juraj Chmiel a ministrem-šéfem legislativní rady vlády Pavel Zářecký.[36]